# Божена Бонк
Божена Бонк (пол. Bożena Bąk, до шлюбу Семенець (пол. Siemieniec); нар. 28 січня 1966 у м. Глубчице, Польща) — польська бадмінтоністка. 
Учасниця літніх Олімпійських ігор 1992 в одиночному та парному розрядах.
Чемпіонка Польщі в одиночному розряді (1986, 1988, 1989), в парному розряді (1983, 1985, 1986, 1987, 1988, 1991, 1992, 1993).
Переможниця Polish Open в парному розряді (1987). Переможниця Austrian International в одиночному розряді (1988), в парному розряді (1988).